# Psapharoctes fanchonae
Psapharoctes fanchonae är en skalbaggsart som beskrevs av Tavakilian och Néouze 2007. Psapharoctes fanchonae ingår i släktet Psapharoctes och familjen långhorningar. Inga underarter finns listade i Catalogue of Life.